# Bočni oltar
Bočni oltar ili pomoćni oltar jest oltar koji je podređen glavnome oltaru. Izraz se obično primjenjuje za oltare smještene u drugim dijelovima crkve (duž zidova broda itd.). Bočni oltari mogu biti uvučeni u bočnu kapelu ili jednostavno ugrađeni uz zid glavnog broda.
Prije liturgijskih reformi Drugoga vatikanskog koncila, odvojene mise mogli su slaviti drugi svećenici istovremeno na bočnim oltarima, čak i ako je misa u tijeku na glavnom oltaru.